# Rusiv, Volodîmîr-Volînskîi
Rusiv (în ucraineană Русів) este un sat în comuna Hoteaciv din raionul Volodîmîr-Volînskîi, regiunea Volînia, Ucraina.

## Demografie
Componența lingvistică a localității Rusiv
     Ucraineană (97,69%)
     Rusă (1,54%)
     Alte limbi (0,77%)
Conform recensământului din 2001, majoritatea populației localității Rusiv era vorbitoare de ucraineană (97,69%), existând în minoritate și vorbitori de rusă (1,54%).